# Kurandella nigromaculata
Kurandella nigromaculata är en insektsart som beskrevs av Ronald Gordon Fennah 1950. Kurandella nigromaculata ingår i släktet Kurandella och familjen vedstritar. Inga underarter finns listade i Catalogue of Life.